# Amon Göth
Amon Leopold Göth, född 11 december 1908 i Wien, död 13 september 1946 i Kraków, var en österrikisk SS-Hauptsturmführer och dömd krigsförbrytare. Han var kommendant för koncentrationslägret i Płaszów i närheten av Kraków från den 13 mars 1943 till den 13 september 1944.

## Biografi
Göth blev som ung rasideologiskt engagerad och var år 1925 medlem i det österrikiska nazistpartiet och därefter medlem i Steirischer Heimatschutzverband Wien. Han var en tidig medlem i NSDAP och räknades som en av de "gamla kämparna" det vill säga de som blev medlemmar i NSDAP innan Hitler kommit till makten. 
Under andra världskriget förde Göth i Płaszów ett skräckvälde och sköt godtyckligt ihjäl interner. När det judiska gettot i Kraków skulle rivas och judarna deporteras begicks massmord på dem. Samma sak ägde rum i Tarnóws getto. Göth sköt personligen ihjäl över 500 personer. Som kommendant över lägret Kraków-Płaszów i Płaszów begick Göth dagligen grymheter mot de judiska fångarna. Han lät bland annat hundar bita ihjäl människor och plågade konstant sin kvinnliga slavarbetare i sin villa medelst slag och terror. Historiker anar att han lär ha träffat Heinrich Himmler personligen inför placeringen som kommendant. Han hade också en ledande roll under utplånandet av koncentrationslägret Szebnie. Göth var också reservofficer i Waffen-SS. 
Efter andra världskriget utlämnades Göth till Polen, där han den 27 augusti 1946 ställdes inför rätta i Kraków. Domstolen fann honom skyldig till massmord och brott mot mänskligheten och dömde honom den 5 september 1946 till döden genom hängning. Han skall som sina sista ord vid avrättningen ha yttrat "Heil Hitler".
Göth hade tillsammans med Ruth Kalder Göth en utomäktenskaplig dotter, Monika, som 2002 lät sig intervjuas för en bok. Boken fick namnet "Ich muß doch meinen Vater lieben, oder?" (sv: "Jag måste älska min far, eller hur?"). Monika Hertwig har också medverkat i en film, Förintelsens arv, där hon träffar Helen Jonas, som var en av Göths tjänare och överlevande från lägret.
Amon hade två äktenskapliga barn med sin fru Anny Geiger, barnen Werner and Ingeborg.

## Populärkultur
Amon Göth porträtteras av Ralph Fiennes i filmen Schindler's List.